# Silicon Wadi

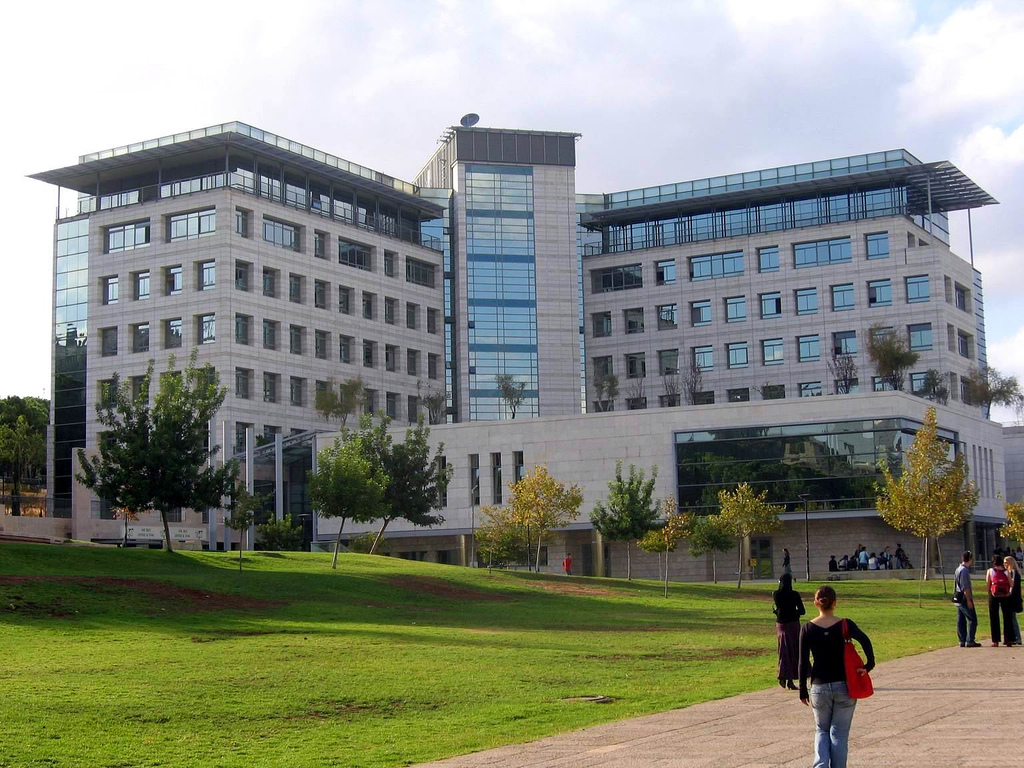
Facultad de Computación del Technion en Haifa.

El área de Silicon Wadi (en hebreo סיליקון ואדי, Siliqon Wadi) está localizado en la llanura costera de Israel. En ella se reúne una alta concentración de empresas de alta tecnología, del mismo modo que el Silicon Valley en California, Estados Unidos. Más específicamente, se refiere al área alrededor del Gran Tel Aviv o Gush Dan, incluyendo las ciudades de Ra'anana, Herzliya, Cesarea, Haifa y algunas veces, el centro académico de Rehovot y más recientemente Jerusalén con sus nuevos parques tecnológicos en Malha y Har Hotzvim, donde está ubicado el IBM Content Discovery Engineering Team.

## Un clúster de ámbito nacional
Muchas compañías de alta tecnología de todo el mundo tienen centros de investigación y desarrollo en esta región, tales como Intel, IBM, Cisco Systems, SAP SE, Philips, Hewlett-Packard, AOL, Microsoft, Motorola, y Computer Associates, además de muchas compañías israelíes de alta tecnología que tienen sus sedes en la región, como Zoran Corporation, CEVA Inc, Aladdin Knowledge Systems, NICE Systems, Horizon Semiconductors, Radware, RADWIN, Tadiran Telecom, Radvision, Check Point, Amdocs, Babylon Ltd., Elbit Systems, Israel Aerospace Industries, la manufacturera de equipos de generación de energía fotovoltaica Solel y centros de I+D locales como el Instituto Weizmann de Ciencias y el Technion. La mayoría de estas empresas están listadas en el NASDAQ, que incluso tiene un índice para las empresas israelíes llamado Israel Index. Es por esto que Israel es frecuentemente llamado el Silicon Wadi y es segundo a nivel mundial, luego del Silicon Valley en el nivel de la innovación de sus productos y desarrollos. De hecho, la revista Newsweek nombró recientemente a Tel-Aviv como una de las 10 ciudades de más alta tecnología. Intel Israel desarrolló su nuevo procesador de doble núcleo Core Duo en su centro de investigación ubicado en el Merkaz Ta'asiya ve'Meida (Centro de Industrias Científicas) en Haifa. En 2006, más de 3.000 compañías startup fueron creadas en Israel, un número que es el segundo más alto del mundo, luego de Estados Unidos, con una población 40 veces mayor.

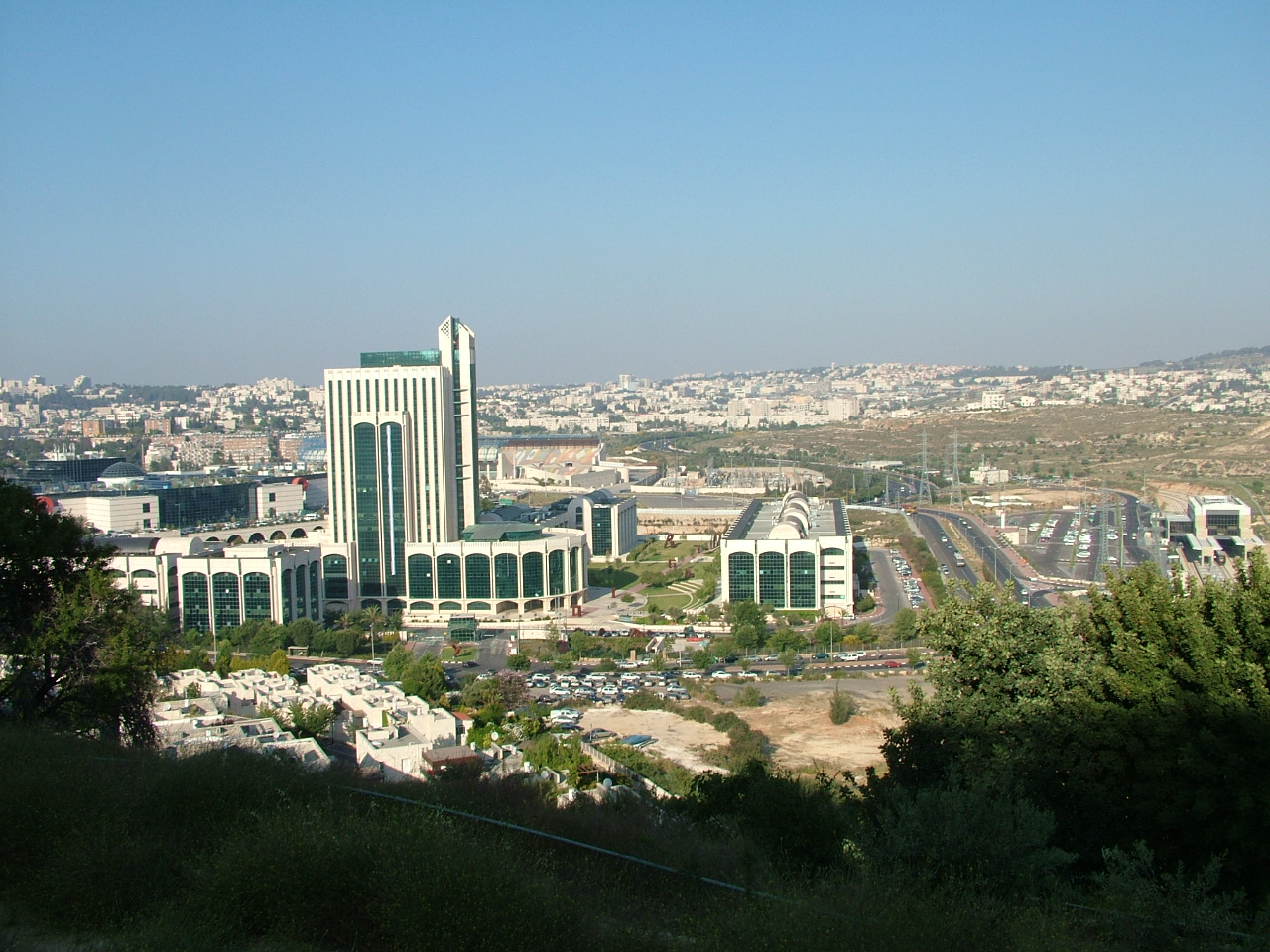
Manahat Technological Centre, Jerusalén.

## Evolución de la industria de TIC en Israel
Por más de 40 años, la demanda local impulsó la expansión industrial israelí en el campo de alta tecnología, no sólo debido a la creciente demanda de productos militares de vanguardia, sino también a que el estándar de vida de la población se fue elevando tan rápido como la capacidad adquisitiva del Israelí promedio. Más recientemente, esta demanda se vio incrementada con la demanda mundial de equipos tecnológicamente avanzados, sistemas de software de defensa, equipos electrónicos y otros que han estimulado aún más el desarrollo de la industria local. El nivel de desarrollo tecnológico de Israel y su estatus como impulsor de nuevas tecnologías es el resultado de su énfasis en la educación universitaria, investigación y desarrollo en todos los ámbitos. El gobierno israelí además estimula el desarrollo industrial al ofrecer créditos a muy bajo interés, con fondos del presupuesto para el desarrollo. Israel ocupa el tercer puesto en gasto en Investigación y desarrollo a nivel mundial, el octavo en preparación tecnológica (de acuerdo al gasto de sus compañías en I+D, además de la creatividad de su comunidad científica, el alto número de ordenadores personales y el índice de penetración de Internet), el undécimo en innovación, el decimosexto en exportaciones de alta tecnología y el decimoséptimo en logros tecnológicos en la lista Nation Master de países en el mundo por estándares económicos. Existe un fenómeno único en Israel y es la existencia de la oficina del Científico Jefe en el Ministerio de Industria y Comercio, el cual distribuye subvenciones (que suman un total de casi US$400 millones) para diversos proyectos de tecnología. Aquellos proyectos que sean exitosos generaran dividendos a esta oficina por un determinado número de años, dinero que será luego reinvertido en otros proyectos.
Una de las principales limitaciones que confronta la industria de alta tecnología israelí es la escasez de materia prima local y de fuentes de energía, además del tamaño limitado del mercado local.

## La importancia de los emprendedores en la industria israelí de TI
Sin embargo, una ventaja competitiva de Israel frente a otras regiones de desarrollo de alta tecnología como Bangalore, Helsinki y Dublín, es que muchos egresados universitarios israelíes inician startups y se convierten en emprendedores de la industria de la TI, quizás el doble numéricamente que sus contrapartes estadounidenses, los cuales tienden a estar más atraídos a empleos corporativos tradicionales, según Charles Holloway, codirector del Centro para Estudios Innovadores y profesor de posgrado de la Universidad de Stanford. Dos programadores israelíes del Technion, Zeev Suraski y Andi Gutmans, reescribieron el analizador sintáctico (parser en inglés) en 1997 y crearon la base del PHP3, cambiando el nombre del lenguaje a la forma actual. Inmediatamente comenzaron experimentaciones públicas de PHP3 y fue publicado oficialmente en junio de 1998. Para 1999, Suraski y Gutmans reescribieron el código de PHP, produciendo lo que hoy se conoce como Zend Engine, motor Zend, una contracción de los nombres de ambos, Zeev y Andi. A su vez, fundaron Zend Technologies en Ramat Gan; por otro lado, el programa de mensajería instantánea ICQ es uno de los productos de software israelíes más conocidos en el mundo, y fue desarrollado por cuatro4 jóvenes emprendedores: Arik Vardi, Yair Goldfinger, Sefi Vigiser y Amnon Amir, por citar tan sólo dos ejemplos.

## Transnacionales de tecnología que operan en Israel

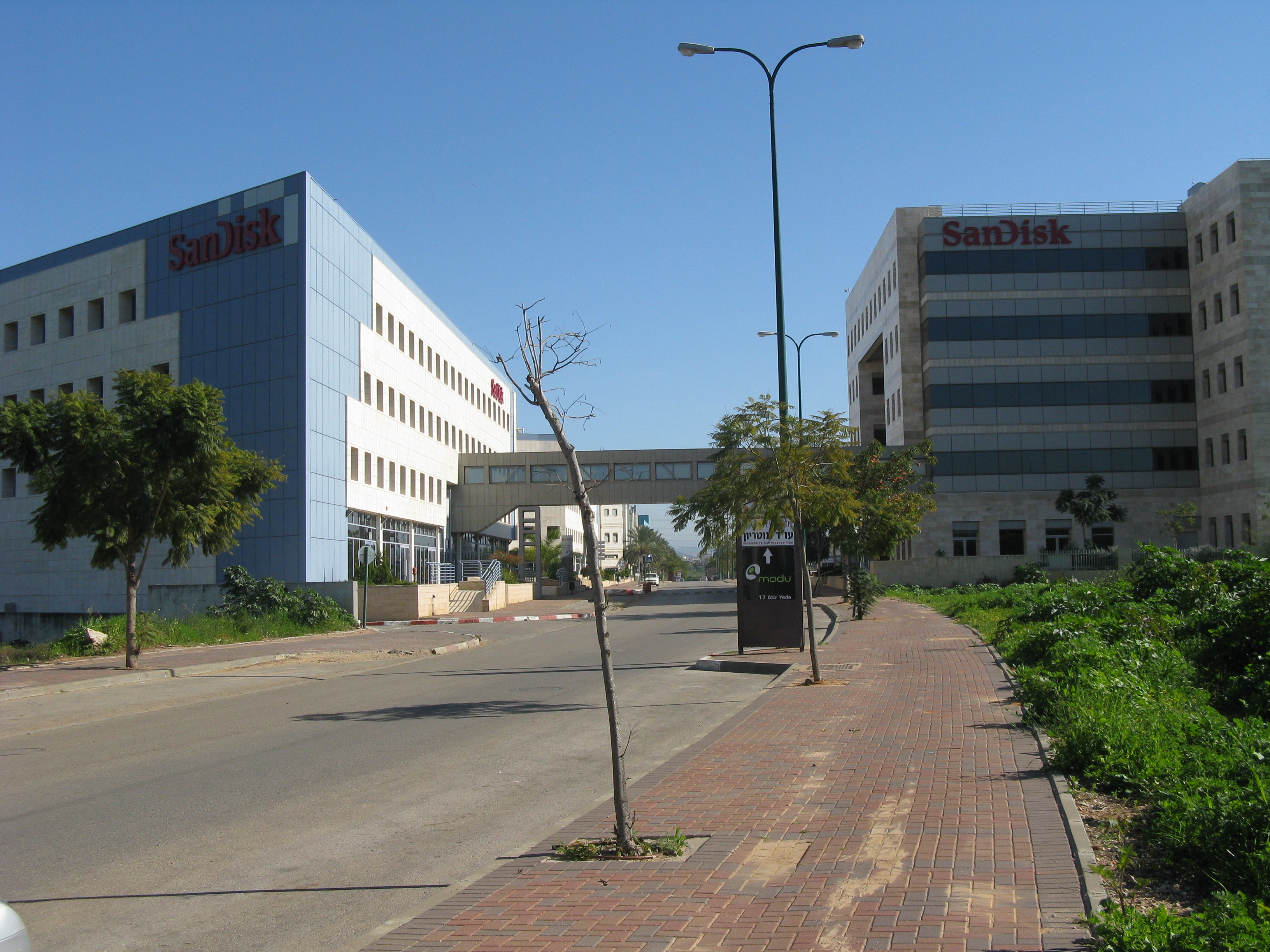
Planta de SanDisk en Kfar Saba.

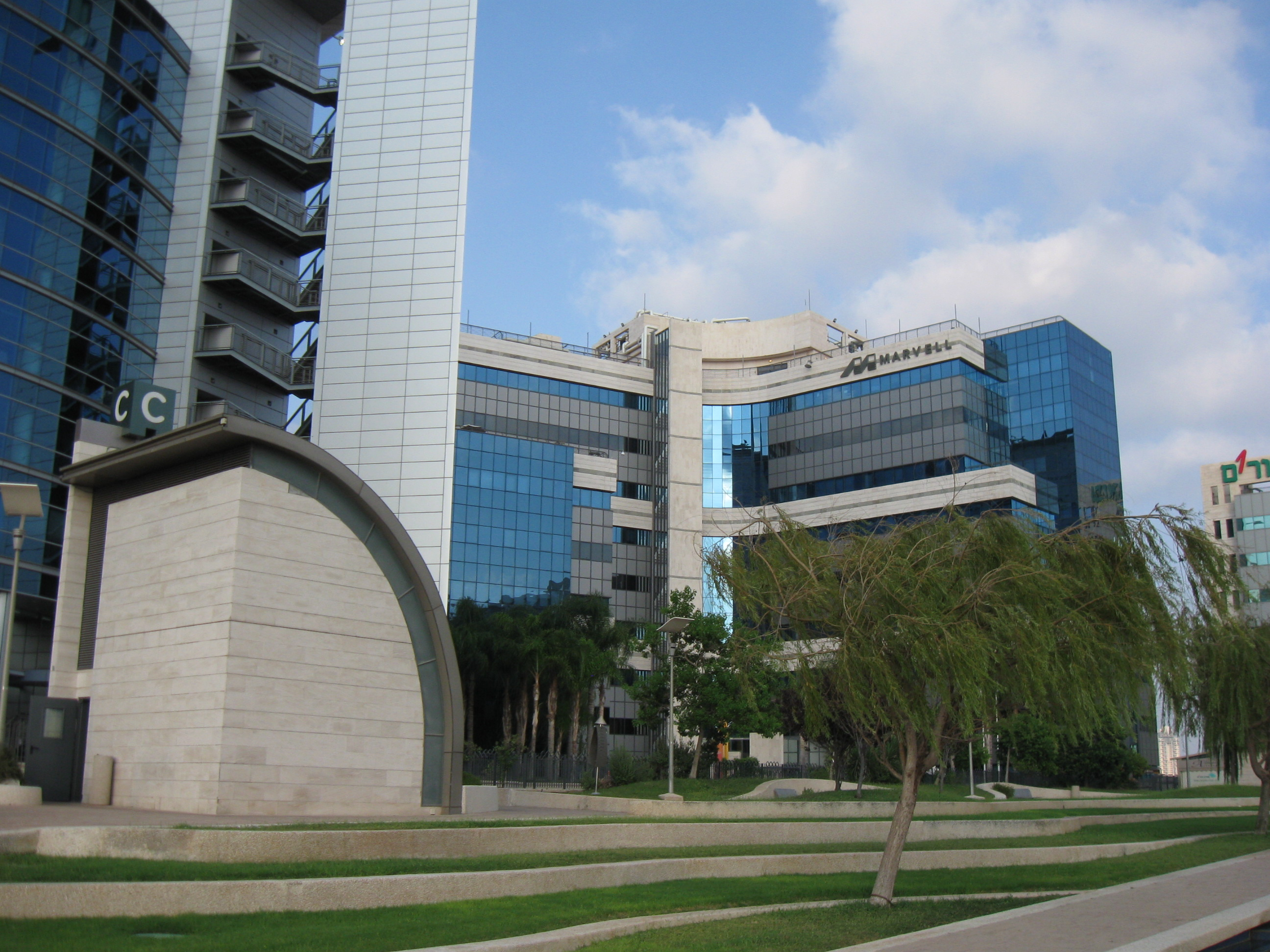
Centro de I&D de Marvell en Petah Tikva.

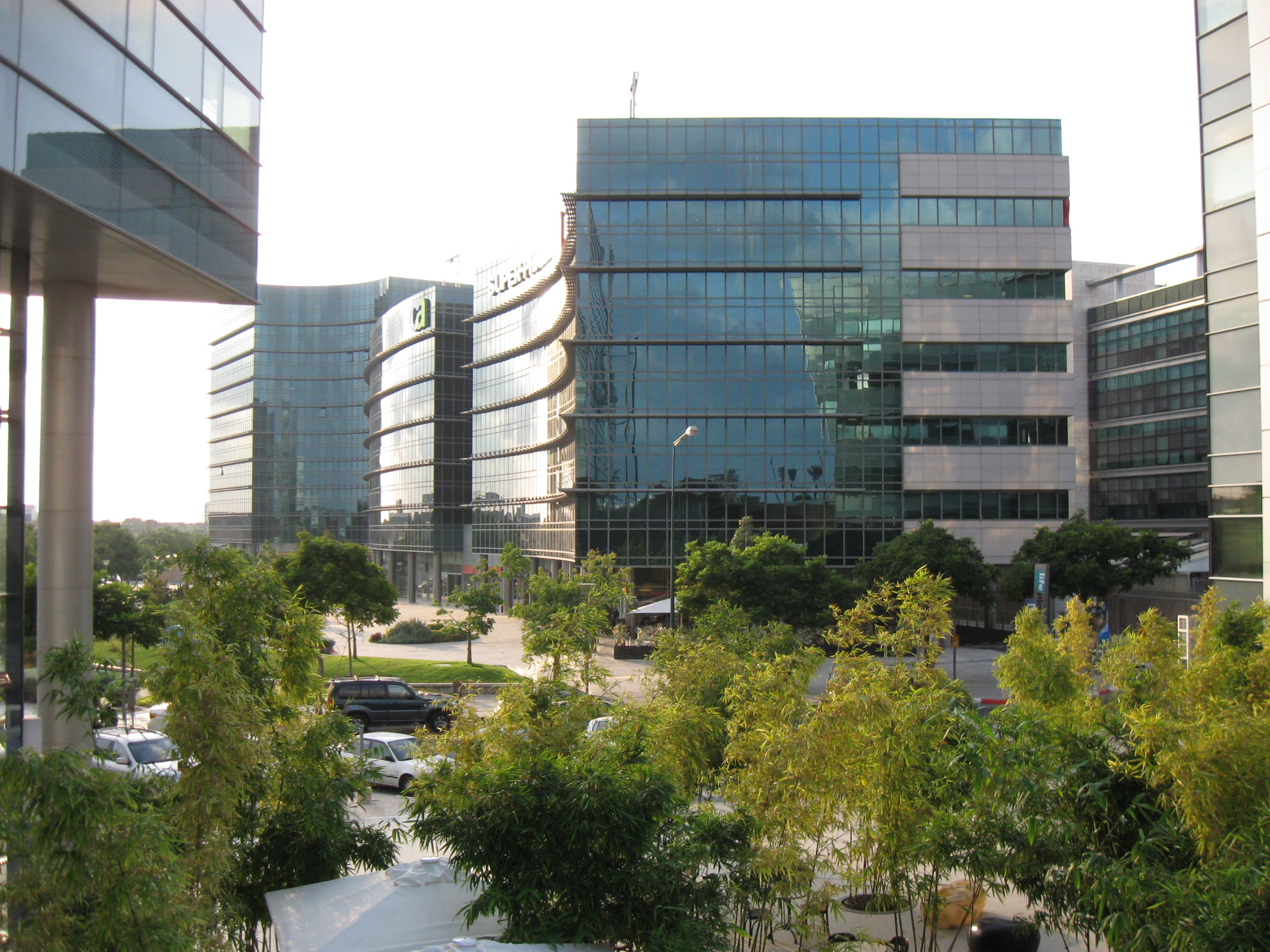
Centro de I&D de CA Technologies en Herzliya.

En 2010, más de 35 000 profesionales están empleados en centros de Investigación y Desarrollo en Israel, haciendo del Silicon Wadi un centro mundial de desarrollo tecnológico. Hay unos 60 centros de I&D de compañías extranjeras existen en el país, trabajando en áreas que van desde equipos de comunicaciones, componentes y software hasta semiconductores y telemedicina. Los mismos incluyen entre otros:
| Compañía                 | Año de establecimiento en Israel | N.º de empleados en Israel | Principales adquisiciones en Israel                                                         |
| ------------------------ | -------------------------------- | -------------------------- | ------------------------------------------------------------------------------------------- |
| IBM                      | 1949                             | 2.000                      | Ubique, I-Logix, XIV, Guardium                                                              |
| Motorola                 | 1964                             | 1.500                      | Terayon, Bitband                                                                            |
| Intel                    | 1974                             | 7.200                      | DSPC Envara, Comsys, InVision Biometrics, Telmap                                            |
| Microsoft                | 1989                             | 750                        | Maximal, Peach Networks, Whale Communications, Gteko, YaData, 3DV Systems                   |
| Applied Materials        | 1991                             | 1.200                      | Orbot Instruments, Opal Technologies, Oramir Semiconductor                                  |
| Cisco Systems            | 1997                             | 900                        | CLASS Data Systems, HyNEX, Seagull Semiconductor, PentaCom, P-Cube, Riverhead Networks      |
| Hewlett-Packard          | 1998                             | 6.000                      | Indigo Digital Press, Scitex Vision, Nur Macroprints, Mercury Interactive                   |
| Alcatel Lucent           | 1998                             | 250                        | LANNET, Chromatis Networks, Mobilitec                                                       |
| GE Healthcare            | 1998                             | 400                        | Divisiones Nuclear y de RM de Elscint, Diasonics Vingmed                                    |
| BMC Software             | 1999                             | 450                        | New Dimension Software, Identify Software                                                   |
| CA Technologies          | 1999                             | 300                        | Security-7, Abirnet, XOSoft, Oblicore                                                       |
| Philips                  | 1999                             | 700                        | Elscint, Veon, CDP Medical                                                                  |
| Broadcom                 | 2000                             | 500                        | VisionTech, M-Stream, Siliquent Technologies, Dune Networks, Percello, Provigent, SC Square |
| Marvell Technology Group | 2000                             | 1.600                      | Galileo Technology                                                                          |
| Siemens                  | 2000                             | 900                        | eship-4u, Tecnomatix Technologies, Solel Solar Systems                                      |
| SAP AG                   | 2001                             | 800                        | TopTier Software, TopManage                                                                 |
| EMC Corporation          | 2004                             | 1.000                      | Kashya, nLayers, proActivity, Illuminator, ZettaPoint, Cyota                                |
| eBay                     | 2005                             | 400                        | Shopping.com, Fraud Sciences, The Gift Project                                              |
| SanDisk                  | 2006                             | 650                        | M-Systems                                                                                   |
| Google                   | 2006                             | 350                        | LabPixies, Quiksee, modu (sólo las patentes)                                                |
| Micron Technology        | 2010                             | 1.300                      | Numonyx, una joint venture de Intel Corporation y STMicroelectronics                        |
| Apple Inc.               | 2012                             | 250                        | Anobit                                                                                      |
| Covidien                 | 2012                             | 300                        | Oridion Systems, superDimension, PolyTouch                                                  |